# Uraeotyphlus menoni
Uraeotyphlus menoni är en groddjursart som beskrevs av Annandale 1913. Uraeotyphlus menoni ingår i släktet Uraeotyphlus och familjen Ichthyophiidae. IUCN kategoriserar arten globalt som otillräckligt studerad. Inga underarter finns listade i Catalogue of Life.